# 苏州站
苏州站又称苏州火车站，是位于中华人民共和国江苏省苏州市姑苏区北侧、护城河沿岸的苏站路上的一座铁路车站，为上海局集团直属站。
苏州站最早为沪宁铁路车站，于清光绪三十二年（1906年）建成并投入使用。2010年7月1日，新火车站北站房及北广场随着沪宁城际高速铁路的建成开始使用；2013年2月5日，南广场建成并投入使用。据估计，至2030年日发送旅客将达8.13万人，为改造之前的2.47倍:20。新站建筑面积（不含附属建筑及广场、通道等）达到15.7万平方米，其中主站房面积近8.6万平方米，站场规模7台16线：普速场4台9线，沪宁城际场占用3台7线。

## 历史

### 初建

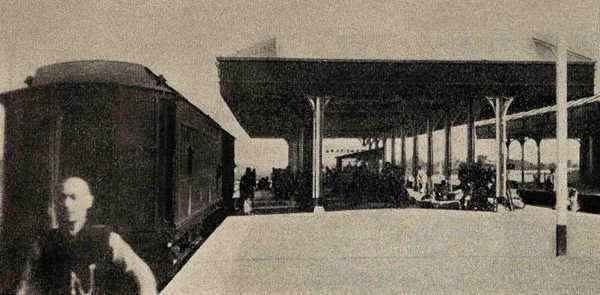
1908年的苏州站

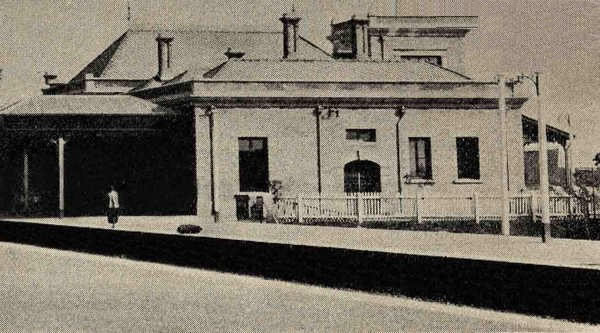
1915年建成的人行天桥

早在1863年7月20日，就有上海的27家外国商行请求江苏巡抚李鸿章特许修筑上海至苏州的铁路，但被其拒绝。1896年9月2日，南洋大臣沈葆祯上奏请求修建吴淞至江宁的铁路；直隶总督王文韶、两江总督张之洞会奏：先筑淞沪，后筑沪宁，这获得了清廷的批准。但直到7年后的1903年7月9日，沪宁铁路的借款条约才签订，条约规定规定借款数额最高为325万英镑。沪宁铁路苏州段的选址也经历了一些波折，铁路原计划从苏州市区以北的常熟通过，结果因为乡绅的反对而未能实施。选定从苏州市区经过后，路线又有两种，一种是城南的青旸地，另一种则是城北平门外城河北岸。因为城南的青旸地被日本所占领，主导铁路修建的英国不愿让日本获利，最终选择从城北通过。两年之后的1905年4月25日，沪宁铁路举行开工典礼，典礼由督办铁路大臣盛宣怀主持。
清光绪三十二年二月廿五日（1906年7月16日），举行了苏州站、无锡站建成通车典礼，两天后苏州站开办营业。当时苏州站的建筑为平房，长19.2米，宽10.67米，有售票窗口6个，面积仅有205平方米，风格类似于欧洲城堡。站房两侧为辅助用房，有两座月台，造价大约7.15万银元，还有一条地道，造价7190银元。沪宁铁路的开通，使得苏州人到邻近的上海和无锡旅行可以实现当日往返。
1930年4月，中华民国政府成立了京沪铁路局，原来的沪宁铁路局被废除。1935年2月22日苏嘉铁路开工，第二年的7月15日竣工通车，车站新增两条苏嘉线列车到发线。1936年5月，因苏州改名吴县，车站改称吴县站:563。

### 第一次扩建

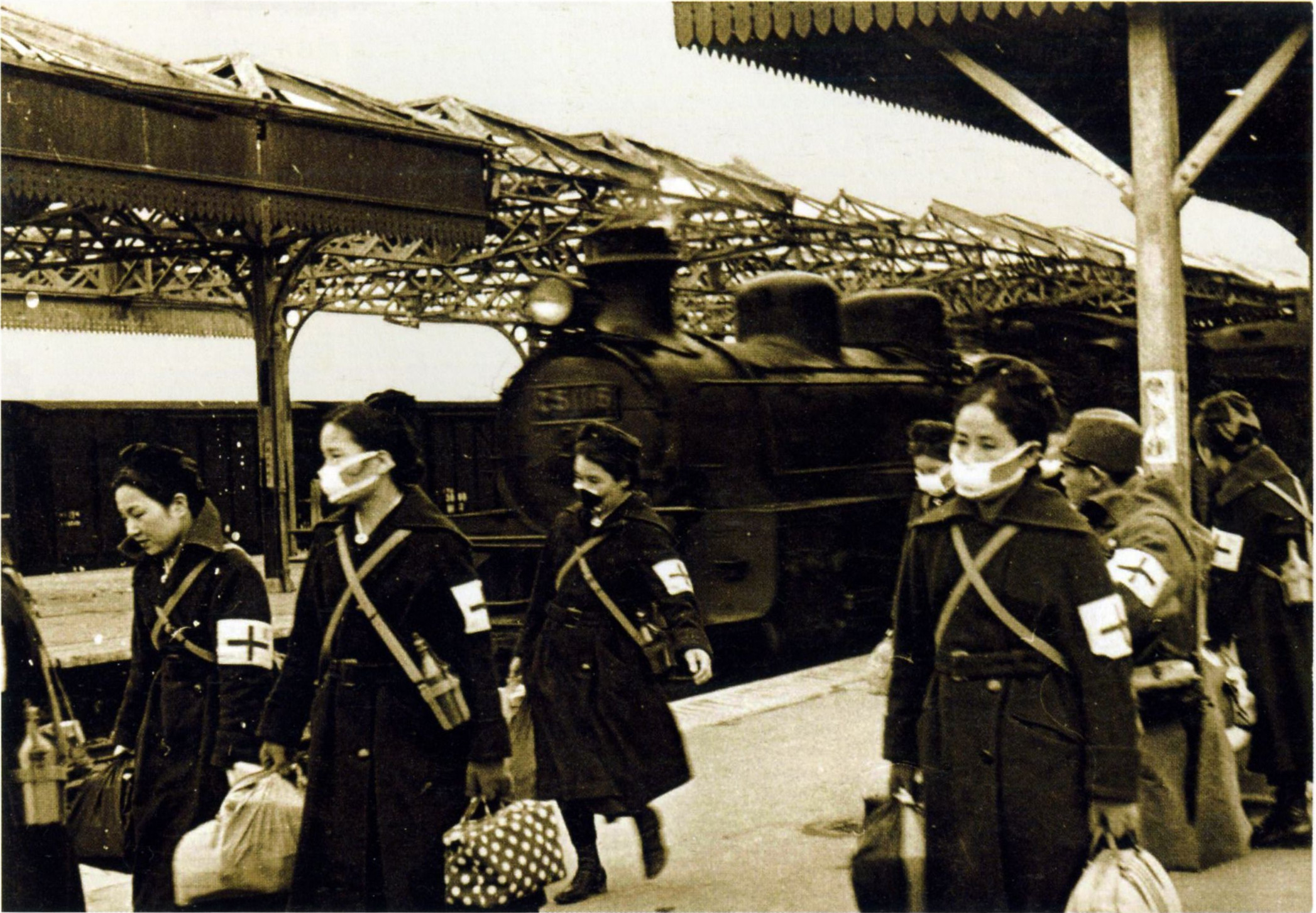
1939年1月30日日军占领期间胜利9型机车停靠苏州站，前景是日军的护士

1940年复建、并于1959年扩建的苏州站站房（1979年）

1937年8月13日，淞沪会战爆发，沪宁线中断，沪宁间列车被迫绕行沪杭线、苏嘉线。吴县站也受到日军轰炸，一半以上的建筑受损。1937年11月吴县站被日军侵占，同年12月车站改称苏州驿（日语：蘇州駅）。
1940年8月16日，“苏州驿”的复建工程开工，站房大致按原样修复，此外日军将车站正门方厅上再建一层，其上设置炮眼，成为一座碉堡，此工程于次年6月6日完成；正厅两侧翻建二层楼，站西新建平房1座，总面积1889平方米:563。
1944年3月，日军因战争急需钢铁而拆毁了苏嘉铁路，同期“苏州驿”的人行天桥及苏嘉2条到发线也被拆除。1945年8月日本战败投降，9月30日原苏州站站长田中孝治郎交出管理权，由国民政府交通部接管，9月恢复吴县站站名。
京沪区铁路局在1946年扩建车站，将原来的东面出口改造为三、四等车旅客候车室，另外新建售票处1座。同年3月1日吴县站复名苏州站。当时的苏州站面积增加到385平方米，但因为年久失修，旅客时常被迫在雨中候车。

### 第二次扩建
1949年中华人民共和国成立后，对苏州站进行大规模修复和扩建。1950年2月，铁道部核定苏州站为二等站:563。到1952年，年发送旅客1191163人，全年装车数6360车，发送164865吨，卸车9718车，达279657吨。
1958年为迎接中华人民共和国建国十周年，车站拆除站房正厅东侧楼房，改建新客厅、候车室，面积从468平方米扩大到982平方米；同时重建站前广场。1959年，正厅西侧贵宾室加高一层:563。
50年代开始，为增加当时仍为单线的沪宁铁路的列车通过能力，先后在苏州附近增设虎丘站、白洋湾站、东桥站等会让站，除白洋湾站于1986年改称苏州西站外其他车站相继撤销。1958年，苏州站进行大规模扩建，旅客候车室扩大至原来的两倍，站前广场面积增加到1.2万平方米。1958年9月，沪宁铁路复线开始建设，其中上海至南翔段已于1936年建成，苏州到南翔段也基本建成，但在1937年抗战时几乎完全被破坏。1959年12月，苏州至浒墅关复线完工。1961年7月，中国因为经济困难压缩基础设施建设规模，复线停止建造。1976年7月1日，沪宁复线全线开通，苏州站经多次扩建后列车通过能力也大大提高。

### 第三次扩建

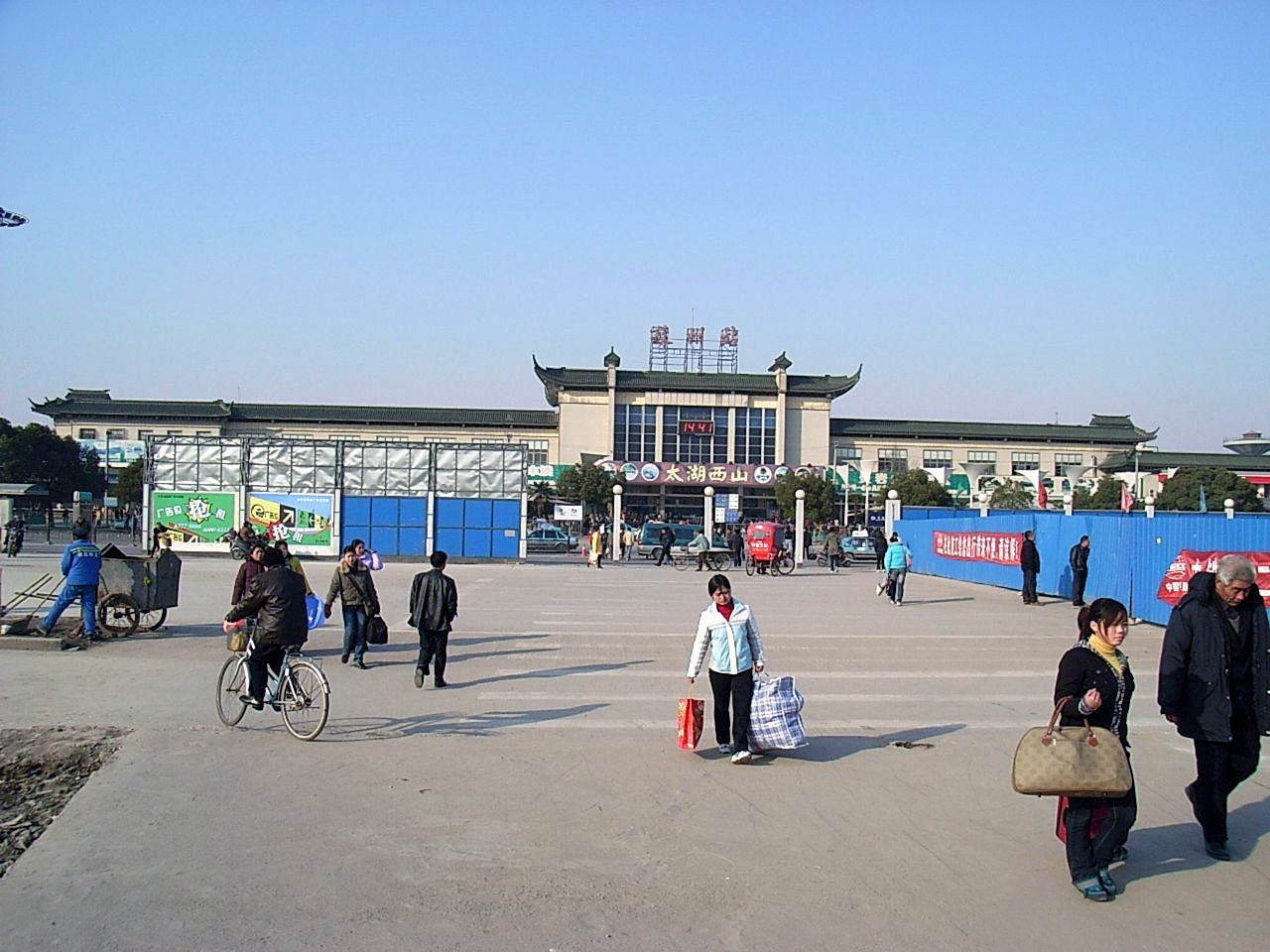
苏州站旧貌远景（2007年）

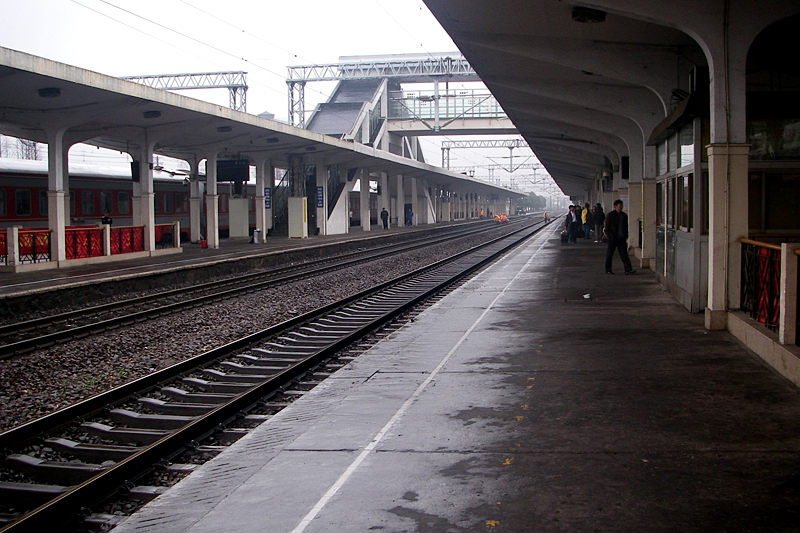
苏州站老站台（1982年建成）

随着中国改革开放，华东地区经济迅速发展，一直以来客货运输业务在同一个车站办理的苏州站，难以适应客货运量日益增长的需要。1973年，铁道部批准苏州站站场线路扩大改造方案。1976年苏州站站房开始重建，按照中等客站规模建造，1982年6月1日新车站建成并投入使用，同日上海铁路局批准苏州站升为一等站:563。
新站房由苏州市建筑设计院设计，宽166米、进深37米，建筑总面积为8315平方米，外立面为宫殿式，屋顶设有飞屋檐。站房中间为广厅，宽33米、进深24米、高19.25米，面积792平方米；两侧为东、西候车厅，每个候车厅宽42米、进深27米、高14.2米，面积均为1134平方米；候车厅东西两边，各设进深为37米和32米旅客出口；此外地下候车厅面积为1475平方米。候车厅总共可容纳6000人候车。建筑前方设长廊，长廊与候车厅间建有204平方米和160平方米两个苏州园林风格的庭院:478。
站房东侧为售票厅，西侧为行包房。1982年，车站增建4、5号站台，到发线分别长400米和424米。1984年，车站东首新建700平方米贵宾室:563。站内有3座站台，其中1号站台为基本站台，长550米，宽18.59米；其向东延伸部分为6号站台；2、3号站台长500米，宽12米；4、5号站台长400米，宽9.5米。站台和站房设有东西两座旅客地道连接，每座地道均高2米，长42米，宽4米:478。
1987年5月，苏州站一切货运业务全部迁至苏州西站办理。1987年6月20日开工建设站前广场，1990年代，又在站前广场区域建设东片综合楼、西片组合楼和两处旅游码头:479。
2003年6月12日，苏州站在站前广场新建售票楼，2004年1月5日建成，内设25个窗口。2004年12月28日，候车室改造工程竣工并投入试运行。改造后的2楼东、西候车厅面积各1200平方米，同时新建一座宽6.3米、净高7.8米的进站天桥:479。
由于苏州经济的飞速发展，苏州站的客运规模已经突破每年1000万人次，2005年旅客发送量达到1142万人次，2006年达到1191万人次，2011年达到1429万人次，客运量位居华东地区前五，但车站等级仍为一等站。由于苏州站的规模已经不能适应苏州经济的发展，所以苏州市政府启动苏州火车站地区综合改造工程。

### 引入城际铁路
由于历史原因，苏州火车站地区长期处于设施较为落后、地区功能混乱、环境脏乱差严重的状态。整个地区改造工程于2006年6月8日启动，从苏站路改造开始，总体投资预算70亿元人民币，后来增加到120亿。2007年11月28日，火车站站房开始改造，工程概算总额23.23亿元，由铁道部和苏州市政府共同出资建设。改造升级后的新苏州火车站属特大型客运站，设有京沪普速车场和沪宁城际车场，站场规模从原先的3个站台5条到发线扩大到7个站台16条到发线。新火车站在东侧设置有5条存车线，使得苏州站在安排合理的情况下可由5趟以上始发车，增加了票源。一并建设的还有地铁2号线，4号线火车站站工程和人民路、广济路、齐门路、梅巷路等4条北延伸道路，北环路及北环辅路隧道、新平门桥、新长途汽车站。
苏州火车站的北站房和北广场原计划于2009年2月投入运营，而南站房和南广场则是计划于2010年4月投入运营。但直到2010年7月1日，沪宁城际铁路通车，苏州到上海最短只需要24分钟，同时新火车站北站房及北广场才建成并投入使用。事实上南站房与南广场的建设开始于2010年8月，预计将于2012年底建成，并于春运期间投入使用，将有效缓解站房紧张的局面。2012年，苏州站日发送旅客最高时已突破10万人次。
2013年2月5日，约为35000平方米的苏州火车站南广场投入使用，至此历时5年多的苏州火车站改造工程基本结束，并于当日起将已投用的苏州火车站北广场、北站房实现对接，有效缓解了苏州火车站春运期间的客运压力。由于当时南站房尚未完工，由南广场进站的旅客必须先通过南北联系通道，由北广场进入站房候车。南站房已于2013年4月27日启用。在广播方面，改造后的苏州站使用的广播提示音与日本东武铁道东上本线常盘台站、和光市站、川越站等车站的发车提示音相同，同样使用这一提示音的还有CRH2系动车组（包括CRH380A）出站后的报站广播。

## 车站结构
车站设7站台16线，其中4条正线，12条到发线，站台包括5个岛式站台和2个侧式站台。站房建筑面积为54000平方米。站房采用线上高架候车结构，包括南北两个站房和高架站房，并在北站房设置站前高架和落客平台。
苏州站采用汽车客流上进下出、步行客流平进下出、地铁客流下进下出的进出站方式。站房主体为地上两层、地下一层，地下二三层则为苏州轨道交通2号线和4号线苏州火车站站点。两线呈T型布局，以便与国铁互相换乘:19。

### 高架层
高架层标高+8.70米，覆盖车站站场。其中北站房设有二楼进站口，通过高架匝道和城市道路连接。
候车大厅内部高度为15米，完全建成后南北站房相连，普通列车旅客与城际列车旅客使用同样的候车区。候车区可根据需要分为中央通道、等候式候车区和通过式候车区。候车大厅的室内景观体现了苏州小桥流水的特色:19。高架层采用了大跨度屋盖设计，南北方向长352米，东西方向长198米，面积超过60000平方米，以16组V形斜柱支撑。
苏州站的候车区分为上下两层，一层的A1、A2候车区供下行上海方向始发列车使用，连接12站台；二层是南京方向、非始发上海方向的城际列车和普速列车候车区。其中B3检票口位于站房西北侧，供非始发上海方向的城际列车使用；位于站房东北侧的B4检票口供往南京方向的城际列车使用；位于站房南侧的B9、B10检票口普速列车以及途径京沪铁路的既有线动车组列车使用；此外站房西南侧还设有B12检票口，平日一般不使用。
- 位于北一层的候车区，连接A1、A2检票口
- 位于北二层的城际候车区，设有B3、B4检票口
- 位于南二层的B10检票口
- 检票口外的高架通道

### 站台层
站台层标高+0.00米。本层由基本车站台候车室、售票厅、贵宾候车室、行包房和其他车站管理用房:19。
车站设有12座站台面，其中1—7站台是普速列车站台，8—12站台是城际列车站台。10站台和11站台设有与车站建筑风格相同的升降式安全门，安全门的升降与列车的进出站同步。站台上无站台柱雨棚覆盖所有站台，旅客在站台上无需打伞:19。
| 侧式站台 |                         |
| 1站台    | 京沪铁路 往北京方向     |
| 通过线   | 京沪铁路 往北京方向     |
| 岛式站台 |                         |
| 3站台    | 京沪铁路 往北京方向     |
| 通过线   | 京沪铁路 上行列车通过线 |
| 通过线   | 京沪铁路 下行列车通过线 |
| 4站台    | 京沪铁路 往上海方向     |
| 岛式站台 |                         |
| 5站台    | 京沪铁路 往上海方向     |
| 6站台    | 京沪铁路 列车           |
| 岛式站台 |                         |
| 7站台    | 京沪铁路 列车           |
| 8站台    | 沪宁高铁 往南京方向     |
| 岛式站台 |                         |
| 9站台    | 沪宁高铁 往南京方向     |
| 通过线   | 沪宁高铁 上行列车通过线 |
| 通过线   | 沪宁高铁 下行列车通过线 |
| 10站台   | 沪宁高铁 往上海方向     |
| 岛式站台 |                         |
| 11站台   | 沪宁高铁 往上海方向     |
| 12站台   | 沪宁高铁 往上海方向     |
| 侧式站台 |                         |

### 地下出站层
地下出站层标高-11.55米，站房中心线上设置长271.5米、宽25米的南北中央联系通道。此通道左右各有一条出站区域，其中一条在淡季时可用作快速进站通道。中央地下通廊可通往下层的地铁的进站口，还可前往南北地下停车场:19-20。

### 苏州站北广场

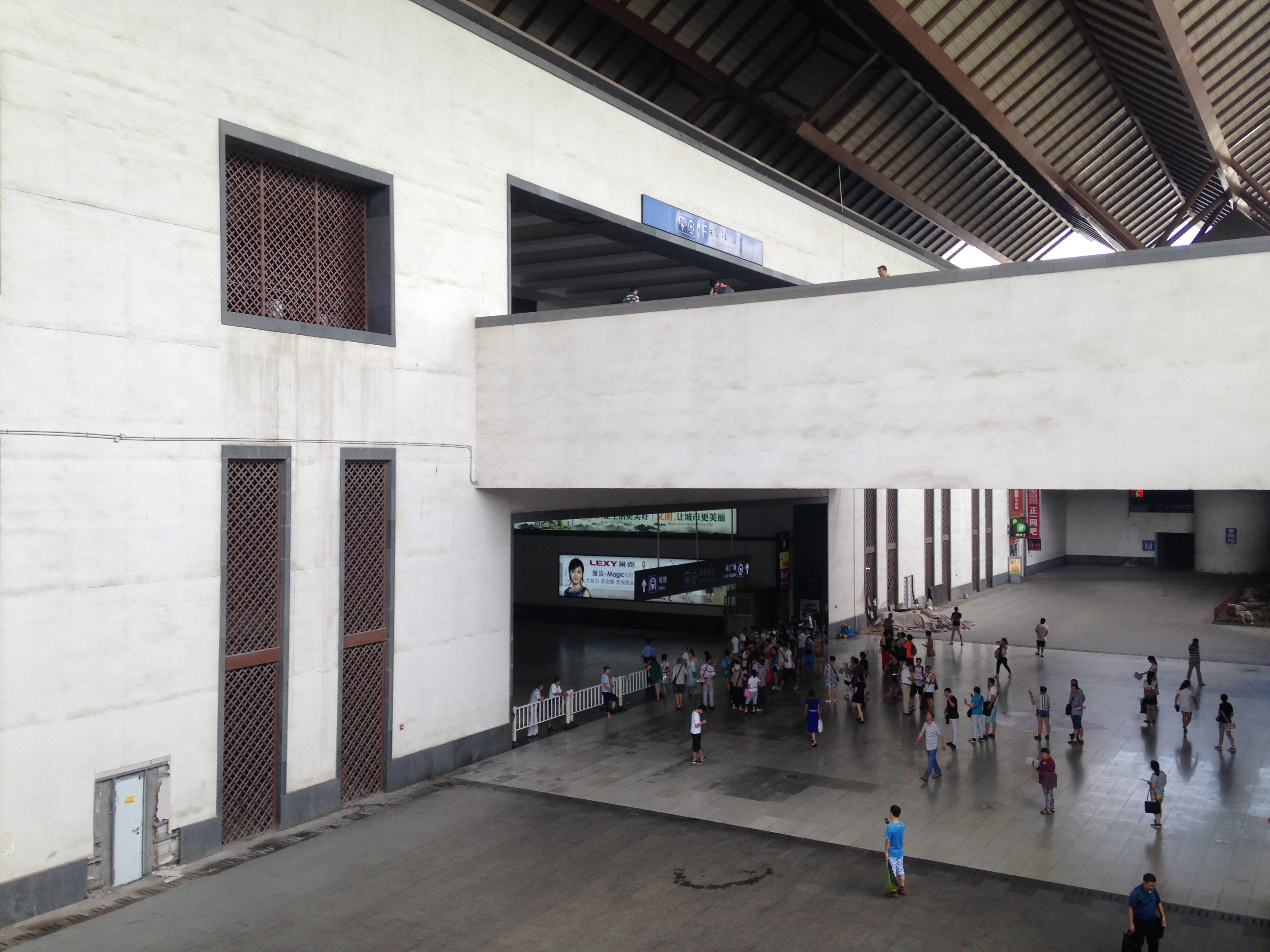
北广场下沉广场

苏州站北广场面积48618平方米，北至苏站路，东侧为公交换乘综合楼、西靠苏州北广场汽车客运站。其中广场地面层为步行广场，南侧北站房高架层的送客匝道，匝道前处设有下沉区域，设通往地下层商业区的楼梯和自动扶梯。站房地面层设有北售票口和北进站口，24小时开放。
地下一层分为三个区域，自西向东分别为社会停车场、商业区和出租车候车区。其中商业区正对地下层南北中央联系通道，疏解铁路出站旅客至其他接驳交通，北侧设有非机动车出入口各1个。社会停车场位于北广场西侧地下，设有1个入口和1个出口，均通往苏站路；出租车候车区位于北广场东侧地下，设有1个入口和1个出口连接高架下匝道，另有一个从苏站路引出的入口。
苏站路以北、北站房对开地块另设有一个商业广场。

### 苏州站南广场

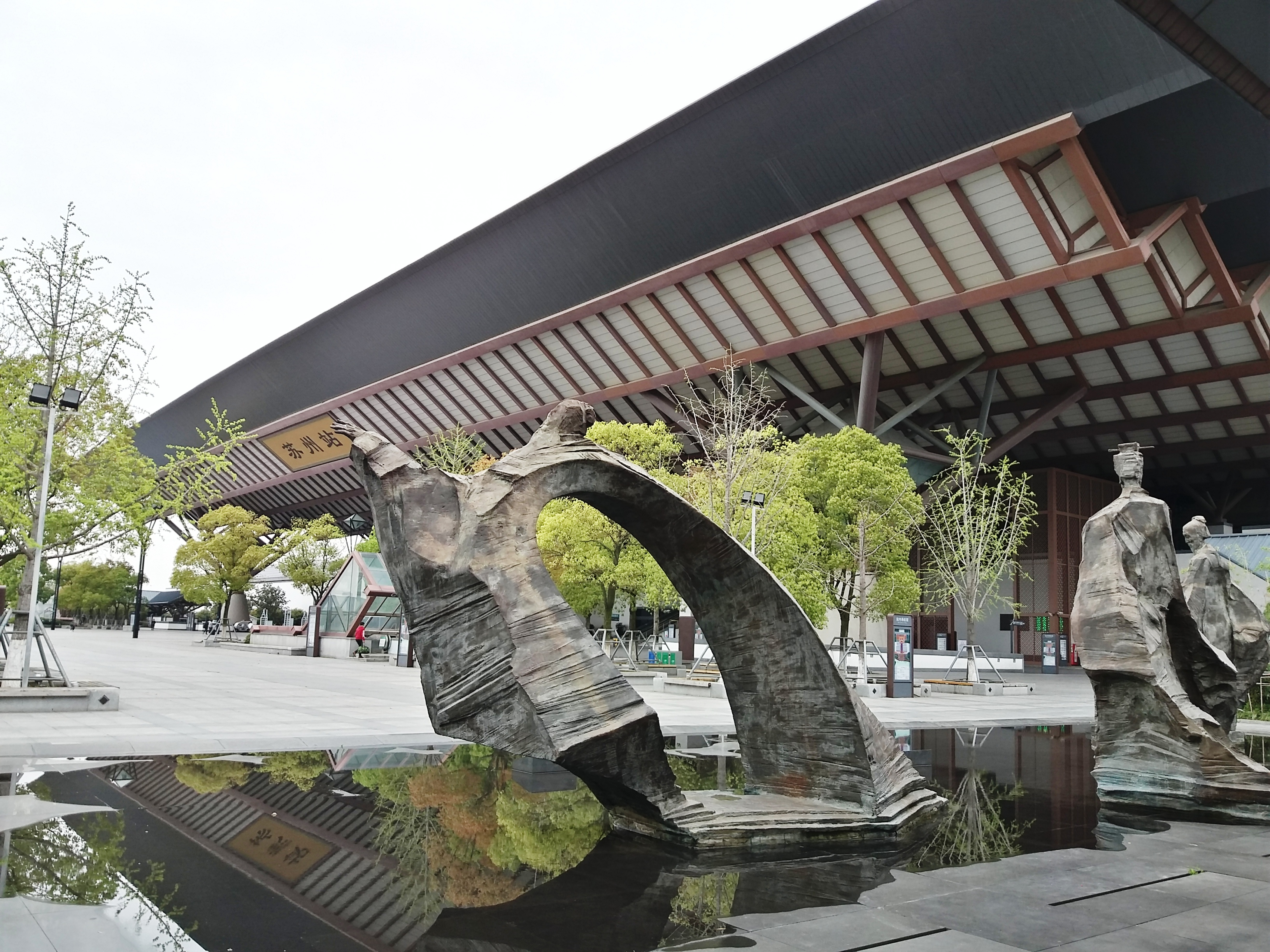
苏州站南广场

苏州站南广场于2013年2月5日正式启用，面积28489平方米。广场为九宫格布局，两侧共有四处树阵区，中间有大型浮雕石碑平江图和一座“斗形”采光玻璃架。南广场南侧濒临苏州护城河，设有游客码头。其中西侧为城外目的地（虎丘、寒山寺等）上客区域，中部为下客区域，东侧为城内目的地（环城游、拙政园等）上客区域。
广场竖有范仲淹、伍子胥、言偃、泰伯、祖冲之、孙武、白居易、顾炎武八位与苏州有关的名人的铸铜雕塑。其中，范仲淹像在南广场中央位置，泰伯、言偃、白居易、顾炎武的雕塑位于广场西侧，伍子胥、孙武、祖冲之的雕塑则位于广场东侧。八座雕像中，范仲淹像最高，除去基座的高度有7.2米，其它雕像的高度则在3.5米至4米之间。
南站房地面设有南进站口和南售票处。其中南售票处设有15个窗口10台自助售票机，2022年2月起人工窗口关闭，仅保留自助售取票功能。南广场一楼进站口24小时开放。

## 运营状况
苏州站截至2025年4月运行图每日停靠199.5对列车，主要为上海方向始发的动车组列车和普速列车。
沪宁高速铁路沪苏段每日开行约147对列车，沪宁过路列车在苏州站停站率上行92.52%、下行95.24%，为沪宁高铁沿线停靠列车数量最多的车站。往来上海站和南京站的沪宁高速动车组列车在苏州站分为两种：一种是仅停靠常州站和无锡站的大站停列车，车次号段为G7001至G7030；其次是在每个小时中紧凑发车的普通停站列车。另有5对往上海站、1对往台州站的始发终到列车。
因沪宁城际列车的高密度开行，形成了不少生活在苏州、每日乘坐高铁列车往来上海的通勤人士。沪宁城际下行通勤早高峰为6:30~9:00出发往上海方向，上行晚高峰为17:00~19:00上海出发往常州、无锡、苏州地区。苏州站每天8点前开往上海方向的早通勤高铁列车就有20趟。
京沪铁路沪宁段每日开行约67对客车，其中动车组（含既有线动车组列车和动力集中动车组列车）10对、普速客车57对，另有30对货车；终到上海站43对，经上海枢纽往沪昆铁路方向17对。苏州至上海段客车在苏州站停站率上行92.54%、下行88.06%。高峰停靠时段为下行方向3:00~7:00、上行方向18:00~19:00和21:00~23:00。

### 始发旅客列车
苏州站目前共有13趟始发/终到列车。其中7趟动车组目的地为上海站、1趟动车组目的地为台州站，其余5趟为普速列车。自2016年5月15日起，苏州站开行2组4趟始发/终到列车，其中1组目的地为榆林站，1组目的地为长治北站。2017年4月16日调图后，原苏州至长治北K1147/8/9/K1150次一对缩短为苏州至新乡。2018年7月1日起，原南通至重庆北T236次列车改在苏州站始发终到。
2016年9月10日起，因无锡站站改，原无锡始发往九江站K1369/K1370/1/2次一对，往怀化站K807/8/9/10一对缩站至苏州站始发终到，无锡站不再办客。K1369/72，K1371/0次列车于2017年12月28日起继续缩短至上海南站始发终到。2019年1月5日起，K807/8/9/10恢复至无锡站始发终到，同时K469/470次列车亦延伸至无锡站始发终到。2019年7月10日起，T236/237、T238/235次列车、K1148/1149、K1150/1147次列车延长至昆山站。
Z85/86次（后改为D385/386次）列车曾为苏州站至北京站（后改为北京南站）的直达列车，因京沪高速铁路开通而于2011年被撤销。
在一些节假日，会开行苏州站始发终到的临时动车组。
| 列车所属路局 | 目的地 | 车次              |
| ------------ | ------ | ----------------- |
| 广州局集团   | 深圳   | K36               |
| 南昌局集团   | 南昌   | K1328             |
| 上海局集团   | 上海   | G7209、G7213      |
| 上海局集团   | 台州   | G7503             |
| 太原局集团   | 太原南 | D1668             |
| 太原局集团   | 临汾   | K2666             |
| 西安局集团   | 榆林   | K1324（淡季停運） |

## 交通换乘

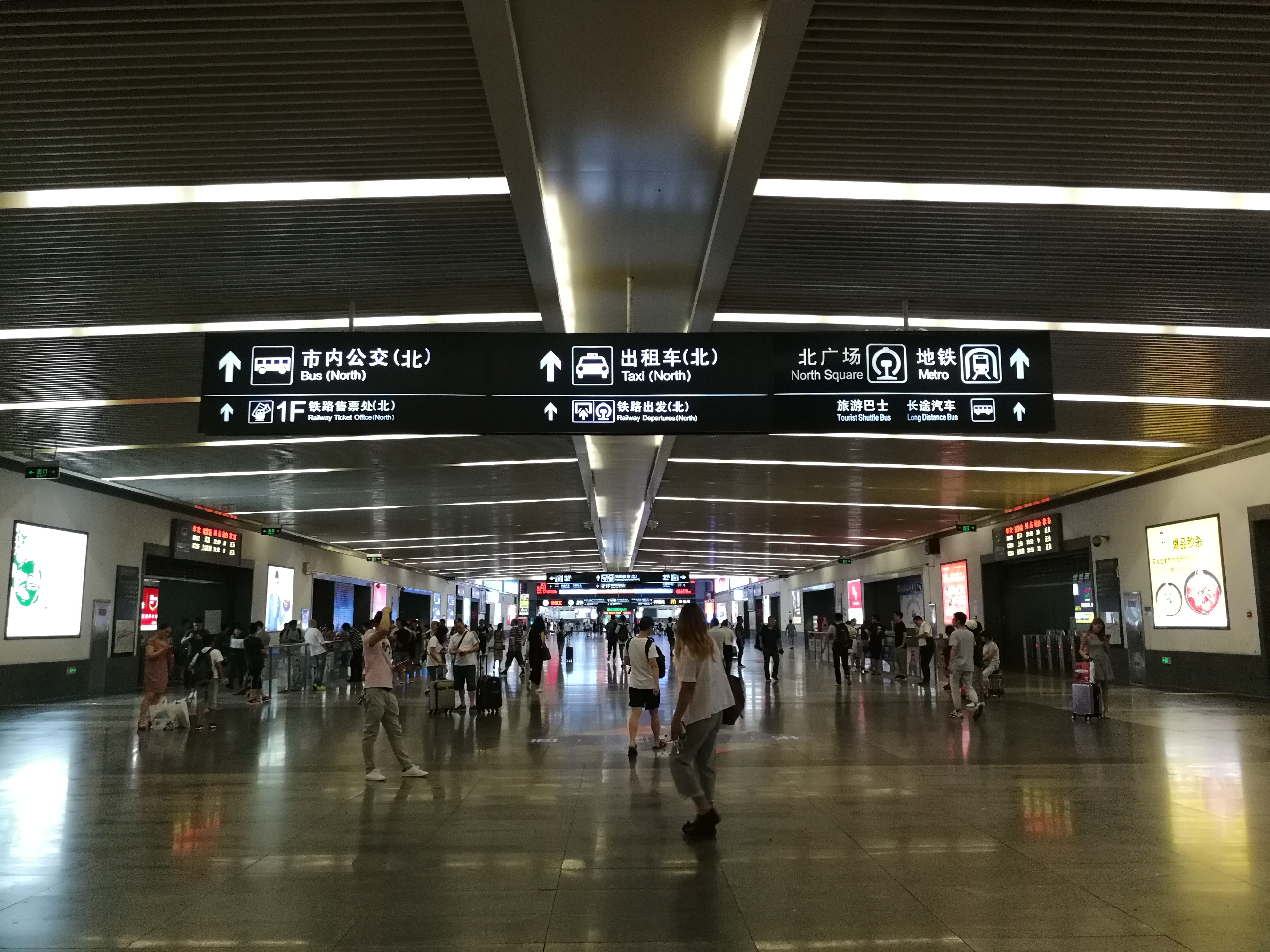
地下层南北中央联系通道

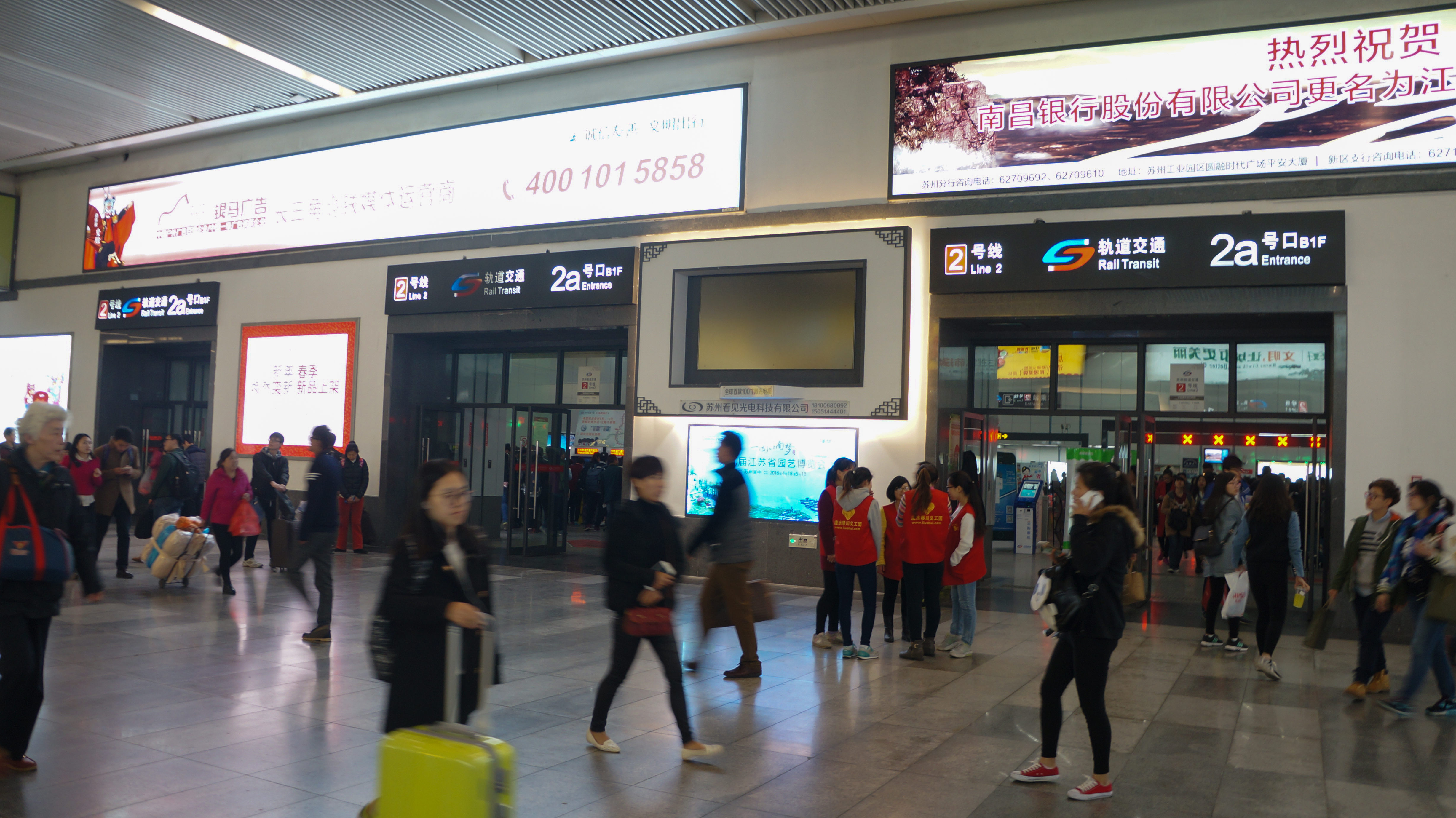
地铁进站口

### 公交与出租车
铁路苏州站配套市内公交共有站点8个，50条线路，具体如下：

| 北广场汽车客运站 | 北广场汽车客运站         | 北广场汽车客运站      | 北广场汽车客运站      | 北广场汽车客运站                                             |
| 编号             | 路线                     | 路线                  | 路线                  | 备注                                                         |
| ---------------- | ------------------------ | --------------------- | --------------------- | ------------------------------------------------------------ |
| 好行1号线南      | 拙政园                   | ↻                     | 拙政园                | 定时班车                                                     |
| 好行1号线北      | 拙政园                   | ↺                     | 拙政园                | 定时班车                                                     |
| 快线9号          | 苏州站北广场西公交枢纽   | ⇆                     | 胜浦首末站东          | 原 215                                                       |
| 游5南            | 夏园新村东               | →                     | 紫藤街                | 顺时针环线                                                   |
| 游5北            | 夏园新村东               | →                     | 紫藤街                | 逆时针环线                                                   |
| 8                | 金筑实验小学校           | ↺                     | 金筑实验小学校        |                                                              |
| 10东             | 南环桥（华东装饰城）     | ↺                     | 南环桥（华东装饰城）  | 经官渎里立交桥（华东电器城）、新庄立交、晋源桥东             |
| 10东早班区间     | 苏州站北广场             | →                     | 南环桥（华东装饰城）  | 经新庄立交、晋源桥东                                         |
| 10西             | 南环桥（华东装饰城）     | →                     | 华东装饰城            | 顺时针环线，经晋源桥东、新庄立交、官渎里立交桥（华东电器城） |
| 522              | 官渎里立交换乘枢纽站     | ⇆                     | 国际教育园南区首末站  |                                                              |
| 529              | 东方大道（古玩城）首末站 | ⇆                     | 浒关首末站            |                                                              |
| 9016             | 已于2024年9月25日停办    | 已于2024年9月25日停办 | 已于2024年9月25日停办 | 已于2024年9月25日停办                                        |
| 9035             | 旺巷桥                   | →                     | 美地花园              |                                                              |

| 旅游集散中心（火车站） | 旅游集散中心（火车站） | 旅游集散中心（火车站） | 旅游集散中心（火车站） | 旅游集散中心（火车站）       |
| 编号                   | 路线                   | 路线                   | 路线                   | 备注                         |
| ---------------------- | ---------------------- | ---------------------- | ---------------------- | ---------------------------- |
| 好行东山景区直通车     | 旅游集散中心（火车站） | ⇆                      | 东山邮政支局           | 大站快线；仅6–10月节假日服务 |
| 好行甪直专线           | 旅游集散中心（火车站） | ⇆                      | 甪直游客集散中心       | 大站快线                     |

| 苏州站北广场 | 苏州站北广场             | 苏州站北广场          | 苏州站北广场          | 苏州站北广场                                                 |
| 编号         | 路线                     | 路线                  | 路线                  | 备注                                                         |
| ------------ | ------------------------ | --------------------- | --------------------- | ------------------------------------------------------------ |
| 好行1号线南  | 拙政园                   | ↻                     | 拙政园                | 定时班车                                                     |
| 好行1号线北  | 拙政园                   | ↺                     | 拙政园                | 定时班车                                                     |
| 游1          | 虎丘婚纱城首末站         | ↺                     | 虎丘婚纱城首末站      |                                                              |
| 游5南        | 夏园新村东               | →                     | 紫藤街                | 顺时针环线                                                   |
| 游5北        | 夏园新村东               | →                     | 紫藤街                | 逆时针环线                                                   |
| 8            | 金筑实验小学校           | ↺                     | 金筑实验小学校        |                                                              |
| 10东         | 南环桥（华东装饰城）     | ↺                     | 南环桥（华东装饰城）  | 经官渎里立交桥（华东电器城）、新庄立交、晋源桥东             |
| 10东早班区间 | 苏州站北广场             | →                     | 南环桥（华东装饰城）  | 经新庄立交、晋源桥东                                         |
| 10西         | 南环桥（华东装饰城）     | →                     | 华东装饰城            | 顺时针环线，经晋源桥东、新庄立交、官渎里立交桥（华东电器城） |
| 10西早班区间 | 苏州站北广场             | →                     | 华东装饰城            | 经官渎里立交桥（华东电器城）                                 |
| 522          | 官渎里立交换乘枢纽站     | ⇆                     | 国际教育园南区首末站  |                                                              |
| 529          | 东方大道（古玩城）首末站 | ⇆                     | 浒关首末站            |                                                              |
| 9016         | 已于2024年9月25日停办    | 已于2024年9月25日停办 | 已于2024年9月25日停办 | 已于2024年9月25日停办                                        |
| 9035         | 旺巷桥                   | →                     | 美地花园              |                                                              |

| 苏州站北广场公交枢纽 | 苏州站北广场公交枢纽      | 苏州站北广场公交枢纽      | 苏州站北广场公交枢纽      | 苏州站北广场公交枢纽                       |
| 编号                 | 路线                      | 路线                      | 路线                      | 备注                                       |
| -------------------- | ------------------------- | ------------------------- | ------------------------- | ------------------------------------------ |
| 快线6号              | 明珠城公交首末站          | ←                         | 苏州站北广场公交枢纽      | 原 103                                     |
| 快线6号              | 丽湾国际                  | →                         | 苏州站北广场公交枢纽      | 原 103                                     |
| 夜1                  | 公交一路新村              | ⇆                         | 苏州站北广场公交枢纽      | 定时班车；1 夜班                           |
| 夜2                  | 苏州站北广场公交枢纽      | ⇆                         | 独墅湖高教区首末站        | 经园区行政中心西、联丰广场                 |
| 夜3                  | 苏州站北广场公交枢纽      | →                         | 木渎古镇严家花园          | 经慈济、附二医院（体育中心）、新区水厂     |
| 夜3                  | 苏州站北广场公交枢纽      | ←                         | 灵岩山首末站              | 经慈济、附二医院（体育中心）、新区水厂     |
| 夜4                  | 京沪高铁苏州北站          | ⇆                         | 苏州站北广场公交枢纽      |                                            |
| 夜5                  | 苏州站北广场公交枢纽      | ⇆                         | 复兴桥                    |                                            |
| 夜专1                | 自2023年3月24日起暂停服务 | 自2023年3月24日起暂停服务 | 自2023年3月24日起暂停服务 | 自2023年3月24日起暂停服务                  |
| 1                    | 公交一路新村首末站        | →                         | 苏州站北广场公交枢纽      |                                            |
| 1                    | 公交一路新村              | ←                         | 苏州站北广场公交枢纽      |                                            |
| 26                   | 苏州站北广场公交枢纽      | ⇆                         | 独墅岛                    | 经群星路、星海公园、东港新村               |
| 26夜                 | 已于2022年12月16日停办    | 已于2022年12月16日停办    | 已于2022年12月16日停办    | 已于2022年12月16日停办                     |
| 38                   | 苏州站北广场公交枢纽      | →                         | 刘庄首末站                |                                            |
| 38                   | 苏州站北广场公交枢纽      | ←                         | 刘庄首末站东              |                                            |
| 81                   | 登云家园                  | ⇆                         | 苏州站北广场公交枢纽      |                                            |
| 143                  | 苏州站北广场公交枢纽      | ⇆                         | 独墅湖高教区首末站        | 经园区行政中心西、独墅湖图书馆；原 快线2号 |
| 202                  | 苏州站北广场公交枢纽      | ⇆                         | 独墅岛                    | 经乐桥、园区一中、南浜桥                   |
| 202高峰支线          | 暂停服务                  | 暂停服务                  | 暂停服务                  | 暂停服务                                   |

| 苏州站北广场西公交枢纽 | 苏州站北广场西公交枢纽 | 苏州站北广场西公交枢纽 | 苏州站北广场西公交枢纽 | 苏州站北广场西公交枢纽 |
| 编号                   | 路线                   | 路线                   | 路线                   | 备注                   |
| ---------------------- | ---------------------- | ---------------------- | ---------------------- | ---------------------- |
| 快线9号                | 苏州站北广场西公交枢纽 | ⇆                      | 胜浦首末站东           | 原 215                 |
| 19                     | 苏州站北广场西公交枢纽 | ⇆                      | 戈巷街换乘枢纽         |                        |
| 33                     | 苏州站北广场西公交枢纽 | ⇆                      | 国际教育园北区首末站   |                        |
| 91                     | 苏州站北广场西公交枢纽 | ⇆                      | 吴江汽车站             |                        |
| 827                    | 苏州站北广场西公交枢纽 | ⇆                      | 新燕大道（魏北村）     | 原 712（第一代）       |
| 9013东                 | 苏州站北广场西公交枢纽 | ↺                      | 苏州站北广场西公交枢纽 |                        |
| 9013西                 | 苏州站北广场西公交枢纽 | ↻                      | 苏州站北广场西公交枢纽 |                        |
| 9025                   | 苏州市康复医院         | ↺                      | 苏州市康复医院         | 原 925                 |
| 9025套跑区间           | 苏州站北广场西公交枢纽 | ⇆                      | 市立医院东区           |                        |
| 9026                   | 已于2023年8月24日停办  | 已于2023年8月24日停办  | 已于2023年8月24日停办  | 已于2023年8月24日停办  |

| 苏州站南广场 | 苏州站南广场       | 苏州站南广场 | 苏州站南广场         | 苏州站南广场                         |
| 编号         | 路线               | 路线         | 路线                 | 备注                                 |
| ------------ | ------------------ | ------------ | -------------------- | ------------------------------------ |
| 7            | 蠡墅立交           | ⇆            | 嘉元花园             |                                      |
| 40东         | 梅亭苑             | ↺            | 梅亭苑               | 经索山桥南、东港新村、塔园路邓尉路北 |
| 40西         | 梅亭苑             | ↻            | 梅亭苑               | 经索山桥南、塔园路邓尉路北、东港新村 |
| 303          | 浒关（南庄）首末站 | ⇆            | 苏州站南广场公交枢纽 |                                      |

（自2017年12月1日起，相关公交站点全面改名。新站名使用苏州站替换了火车站，并且细化了方位指向。）
北广场的出租车在地下一层，出站以后往北走右转上夹层等待。南广场在出站后向南侧走，在地下乘车，南北广场出租车可以通过地下联络通道相互调剂，旅客需要乘坐公交车或者出租车可关注现场的标示。

### 地铁
与苏州站同地的苏州轨道交通苏州火车站站是2号线和4号线的换乘站，其中2号线已于2013年12月28日投入运营，4号线于2016年完工，2017年4月15日投入运营。轨交苏州火车站站共有6个出入口，分布于地下一层（到达层）以及站房北侧地面。
2019年1月18日起，从苏州站下火车的旅客换乘轨道交通，可通过专用通道换乘，无需出站重复接受安检。

### 长途客运
北广场西侧建有隶属苏汽客运集团的北广场客运站（非苏州汽车北站），主要承担省内无锡、南通，浙北湖州、嘉兴、杭州，上海市郊等近苏地区以及直通苏州各县市的长客业务。另外站内设有旅游集散中心，提供车票景点一站式服务。

## 下辖车站
苏州直属站为上海局集团的直属运输单位，管辖京沪铁路、沪宁城际高速铁路和京沪高速铁路在苏州境内的铁路旅客和行包运输业务。运转车间下辖苏州站普速场、苏州站城际场和苏州西站，共有3个行车室和3台驻站调车机车，负责京沪既有线、沪宁高铁接发列车和苏州西站调车工作。
苏州直属站原管辖苏州站和苏州西站。2003年12月原苏州车务段撤销，原车务段管辖的硕放、望亭、浒墅关并入苏州直属站管辖，外跨塘至安亭区间车站划由昆山直属站；湾城、戚墅堰、横林、洛社及周泾巷站则划由无锡直属站管辖:418-419。2005年5月16日原昆山直属站合并至苏州直属站，车站管辖范围为硕放至黄渡:210。
2010年沪宁城际开通后，苏州站新增线路上苏州新区至花桥6个车站（含苏州站城际场）:402。2011年3月上海铁路局进行生产力布局调整，苏州直属站新增管辖镇江、丹徒、丹阳、常州及戚墅堰5个客运车站，原管辖京沪线硕放至陆家浜区间的中间站和货运站改由常州直属站（后更名常州车务段）管辖:273，而黄渡和安亭两站则改由南翔直属站管辖，作为上海铁路局对苏锡常镇站的客货运实行分离管理的体现；7月又新增管辖京沪高速铁路苏州北站。2011年10月又重新拆分为现有状态，但不再管辖硕放站及安亭黄渡站:369。
在2020年通车的沪苏通铁路上，苏州直属站管辖其中6个车站。在2023年开通的沪宁沿江高速铁路上，苏州直属站管辖张家港站、常熟站和太仓站；在2024年开通的沪苏湖高速铁路上，苏州直属站管辖苏州南站和盛泽站。
苏州直属站现下辖以下车站：
- 京沪铁路：陆家浜站、昆山站、唯亭站、外跨塘站、苏州站（普速场）、苏州西站（及运转车间）、浒墅关站、望亭站
- 沪宁城际高速铁路：花桥站、昆山南站、阳澄湖站、苏州园区站、苏州站（城际场）
- 京沪高速铁路：苏州北站、昆山南站
- 沪苏通铁路：张家港北站、张家港站、常熟站、太仓港站、太仓站、太仓南站
- 沪宁沿江高速铁路：张家港站、常熟站、太仓站
- 沪苏湖铁路：苏州南站、盛泽站

## 事故
2023年6月30日晚，停靠苏州站4号站台的K1505次列车，在车门未关且脚踏板未收起的情况下提前发车，导致多名乘客漏乘。苏州站次日发表致歉声明称，站台作业人员组织旅客乘降后未观察到垂直电梯口仍有少量旅客，便联系司机正点发车，导致有乘客未及时上车。车站后组织未上车旅客搭乘后续列车到达目的地。